# Garlate
Garlate (lombardul: Garlaa) település Olaszországban, Lombardia régióban, Lecco megyében. Lakosainak száma 2646 fő (2023. január 1.). Garlate Galbiate, Olginate, Pescate, Lecco és Vercurago községekkel határos.

## Népesség
A település lakossága az elmúlt években az alábbi módon változott:
| Lakosok száma | 2718 | 2731 | 2646 |
|               | 2017 | 2018 | 2023 |